# Sundridge, Kent
Sundridge är en ort i grevskapet Kent i sydöstra England. Orten ligger i distriktet Sevenoaks samt i civil parishen Sundridge with Ide Hill, cirka 4 kilometer väster om Sevenoaks och cirka 4 kilometer öster om Westerham. Tätorten (built-up area) hade 1 194 invånare vid folkräkningen år 2021.